# Zenobia (krater)
För andra betydelser, se Zenobia (olika betydelser).
Zenobia är en nedslagskrater med en diameter på 39 kilometer, på planeten Venus. Zenobia har fått sitt namn efter Zenobia, drottning av Palmyra.